# Социальный интервенционизм
Социа́льный интервенциони́зм — социально-экономическая система, основанная на вмешательстве правительства, партий или организаций в функционирование общества.
Подобная политика может затрагивать разные стороны жизни общества. В экономической области она может выражаться предоставлением благотворительного или социального обеспечения — чтобы облегчить социальные и экономические проблемы нуждающихся людей, в области здравоохранения — обеспечением медицинской помощи, в области образования — предоставлением возможностей для учёбы и т. п.